# Fusión Liberal-Conservadora
De Fusión Liberal-Conservadora (Nederlands: Liberaal-Conservatieve Fusie) was een Chileense politieke alliantie bestaande uit de Partido Liberal (Liberale Partij) en de Partido Conservador (Conservatieve Partij) die van 1858 tot 1873 bestond.
De Fusión werd in 1858 opgericht door vertegenwoordigers van de liberale en conservatieve partijen als mogelijkheid om de krachten te bundelen tegen president Manuel Montt en diens Partido Nacional (Nationale Partij). De verschillen tussen de beide partijen waren echter vrij groot: de PL genoot de steun van de burgerij, verlichte grootgrondbezitters en bankiers en streefde een scheiding van Kerk en Staat en een vermindering van de macht van het staatshoofd na. De PCon kon rekenen op de steun van de clerus, het overgrote deel van de landeigenaren en een aantal zakenlieden en waren tevreden over de machtspositie van de president. Ook waren de conservatieven tegen het streven van de liberalen om de Regio's van Chili een zekere mate van autonomie te verlenen. Het verzet tegen president Montt voerde echter de boventoon en dat was de voornaamste reden dat de Fusión in het begin zo succesvol was.
Bij de verkiezingen van 1861 steunde de Fusión de kandidatuur van José Joaquín Pérez (PN). Pérez was een compromiskandidaat die de steun had van alle belangrijke politieke partijen in het Chileense parlement. In de kabinetten onder Pérez hadden zowel liberalen en conservatieven zitting. In 1871 kwam Federico Errazuriz Zañartu (PL) aan de macht met de hulp van de Fusión. Tijdens zijn regeerperiode kwam het tot een breuk tussen de liberalen en conservatieven (1873) over de kerkelijke kwestie en dit betekende het einde van de Fusión. President Errazuriz slaagde er in 1875 een nieuwe, stabiele coalitie te vormen, de Alianza Liberal (Liberale Alliantie) bestaande uit een groot deel van de liberalen en de Partido Radical (Radicale Partij).

## Presidentskandidaten namens de Fusión 1861-1871
| Verkiezingen | Kandidaat | Kandidaat | Kandidaat                    | Partij | Partij | Uitkomst  |
| ------------ | --------- | --------- | ---------------------------- | ------ | ------ | --------- |
| 1861         |           |           | José Joaquín Pérez Mascayano |        | PN     | President |
| 1866         |           |           | José Joaquín Pérez Mascayano |        | PN     | President |
| 1871         |           |           | Federico Errazuriz Zañartu   |        | PL     | President |